# Amando di Strasburgo
Amando di Strasburgo (fl. IV secolo) è venerato come santo dalla Chiesa cattolica e da quella ortodossa.

## Biografia
Amando fu il primo vescovo di Strasburgo. Partecipò al  concilio di Sardica, schierandosi contro l'arianesimo. Il suo culto venne recuperato dal X secolo a Strasburgo godendo di grande fama e venerazione. Oggi le sue reliquie sono conservate nella chiesa di San Pietro Vecchio, l'antica cattedrale di Strasburgo.

## Culto
Sant'Amando di Strasburgo è ricordato il 26 ottobre.